# Up2date (Software)
up2date ist ein Update-Agent, der sowohl über eine textbasierte Schnittstelle als auch über eine grafische Benutzeroberfläche verfügt. Up2date wird mit den Linux-Distributionen Red Hat Linux (RHL) und Fedora Core mitgeliefert und kann feststellen, welche Software-Pakete auf dem eigenen Computer oder Server aktualisiert werden müssen.
Up2date kann ebenfalls neue Software-Pakete installieren und Abhängigkeiten dabei selbst auflösen, wenn sie in den angegebenen Repositories verfügbar sind.
Zur Überprüfung der Echtheit der Software-Pakete wird GPG benutzt.
Während up2date bis Red Hat Linux 9 (RHL) und bei Red Hat Enterprise Linux (RHEL) Version 2 bis 4 auf das anmelde- und kostenpflichtige Red Hat Network zugreift, so benutzt up2date aus Fedora Core 1 bis 4 direkt die angegebenen Repositories, welche lokale Verzeichnisse, aber auch YUM- und APT-Quellen im Internet oder Intranet sein können.
In den Versionen 5 von Fedora und RHEL wurde up2date durch YUM und später dessen grafische Oberfläche PackageKit abgelöst. Die Entwicklung von up2date wurde eingestellt.